# Wintonia (hooiwagen)
Wintonia is een geslacht van hooiwagens uit de familie Assamiidae.
De wetenschappelijke naam Wintonia is voor het eerst geldig gepubliceerd door Roewer in 1923. 

## Soorten
Wintonia is monotypisch en omvat slechts de volgende soort:
- Wintonia scabra